# Parque Nacional Ala Archa
O Parque Nacional Ala Archa é um parque nacional alpino nas montanhas Tian Shan do Quirguistão. Foi fundado em 1976 e localiza-se a aproximadamente 40 km ao sul da capital Bishkek.

## História
No Quirguistão, a archa, que dá nome ao parque, é um zimbro brilhante ou multicolorido, pelo qual o povo do Quirguistão tem tradicionalmente uma estima especial, usando a fumaça de sua madeira em chamas para espantar os maus espíritos. No entanto, a archa não deve ser plantada perto de casa, porque acredita-se que ela drena gradualmente a energia dos seres humanos que vivem nas proximidades.

## Geografia
O parque cobre cerca de 200 quilômetros quadrados. Sua altitude varia de cerca de 1.500 metros na entrada a um máximo de 4.895 metros no Pico Semenov-Tian-Shansky, o mais alto da cordilheira Quirguiz Ala-Too de Tian Shan. Existem mais de 20 pequenas e grandes geleiras e cerca de 50 picos de montanhas dentro do parque.
Dois rios menores, o Adygene e o Ak-Sai, originam-se das águas do degelo dessas geleiras. O desfiladeiro do Adygene é um vale arborizado com cachoeiras, nascentes e trutas abundantes.
O parque inclui o desfiladeiro do rio Ala-Archa e as montanhas que o cercam.

## Montanhas
O alpinismo é uma atividade popular dentro do parque, que oferece vários picos na classe de 4000m:
- Pico Semenov-Tian-Shansky (4895m)
- Pico Korona (4860m)
- Pico da Coreia Livre (4740m)

## Biosfera
Foi construída uma pequena represa no rio Kargay-Bulak para o estudo da truta Amu Darya. Outros animais selvagens incluem o muito raro leopardo-das-neves (em quirguiz: "ilbirs") nos prados e campos de neve alpinos acima de 2.500m de altitude, cabras selvagens, veados e marmotas.
O leopardo-das-neves foi fotografado pela câmera do parque pela primeira vez em maio de 2017.
Muitas plantas podem ser encontradas no parque, incluindo o Crocus alatavicus.

## Galeria

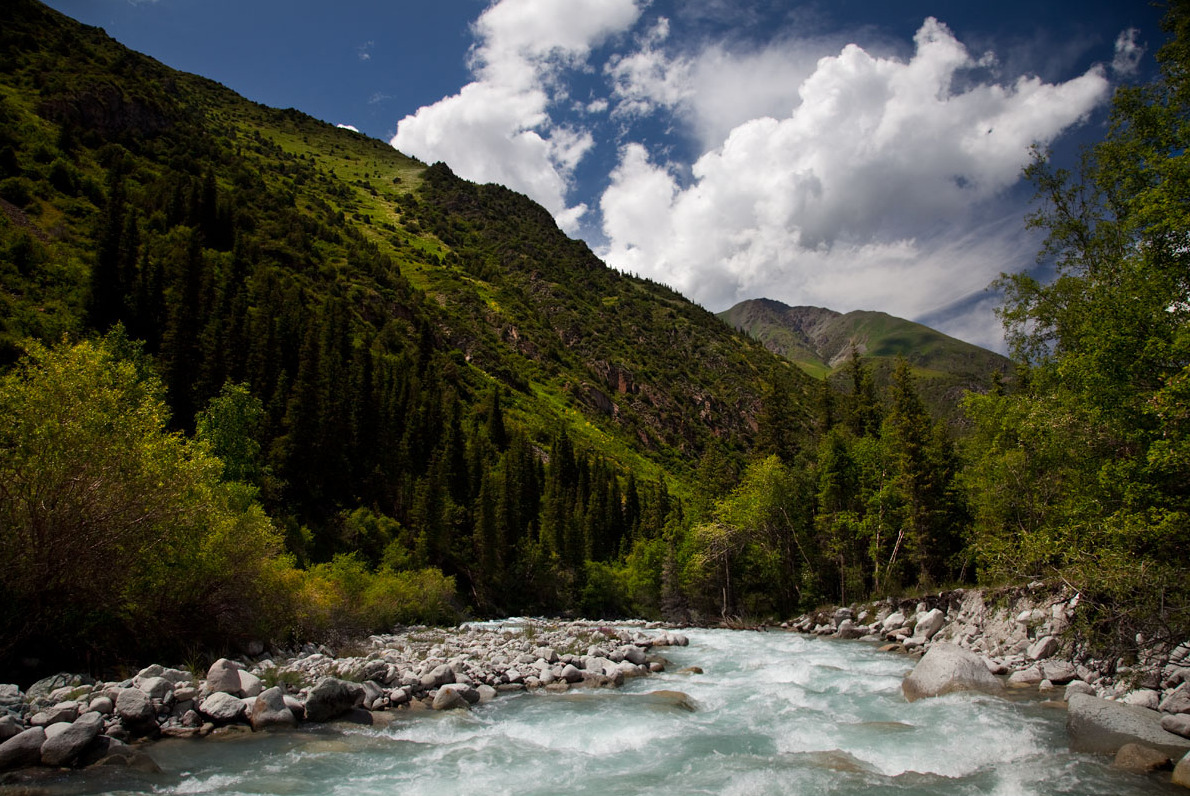
Rio Ala Archa
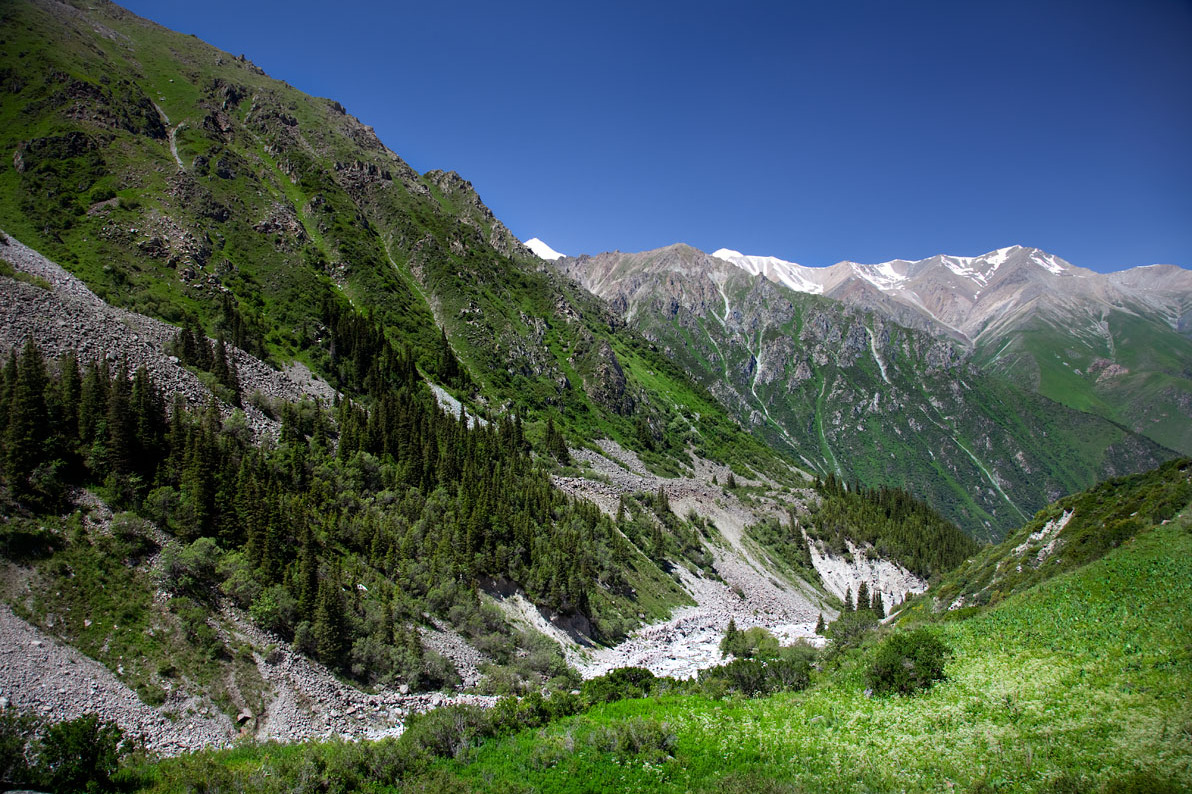
Parque Nacional Ala Archa
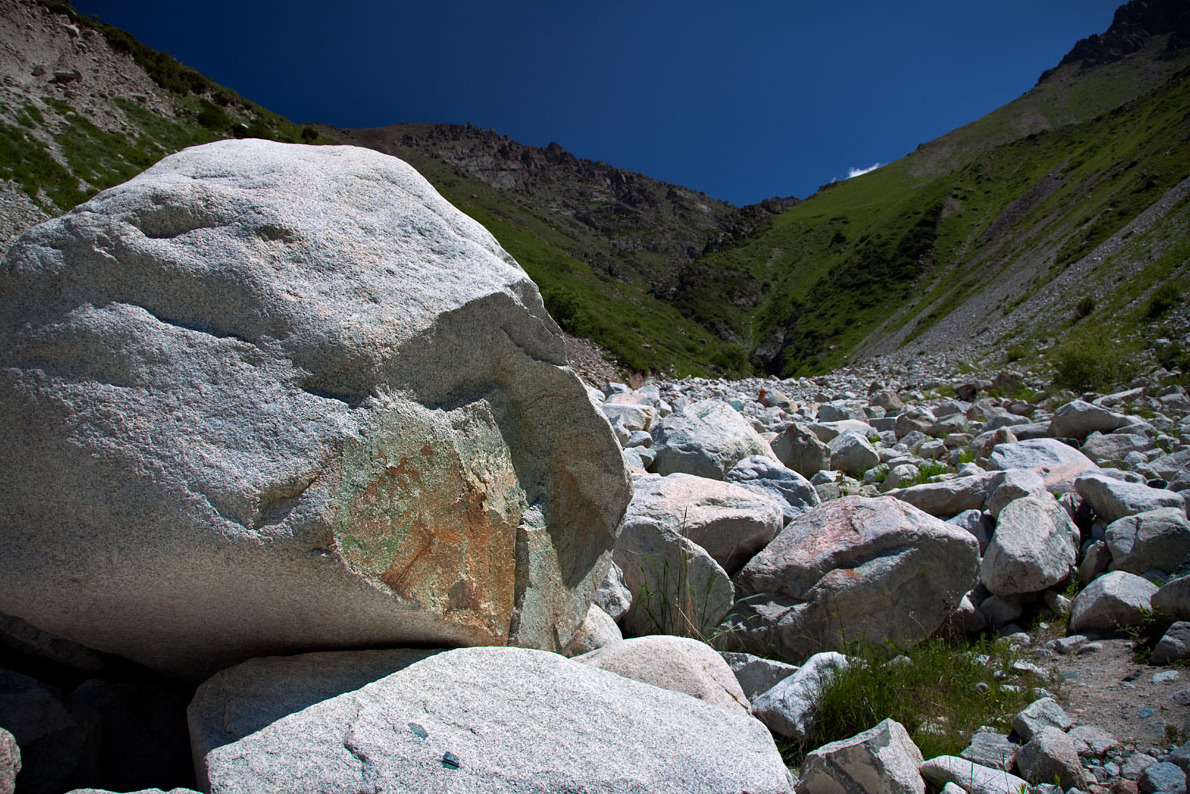
Um campo pedregoso no Parque Nacional Ala Archa
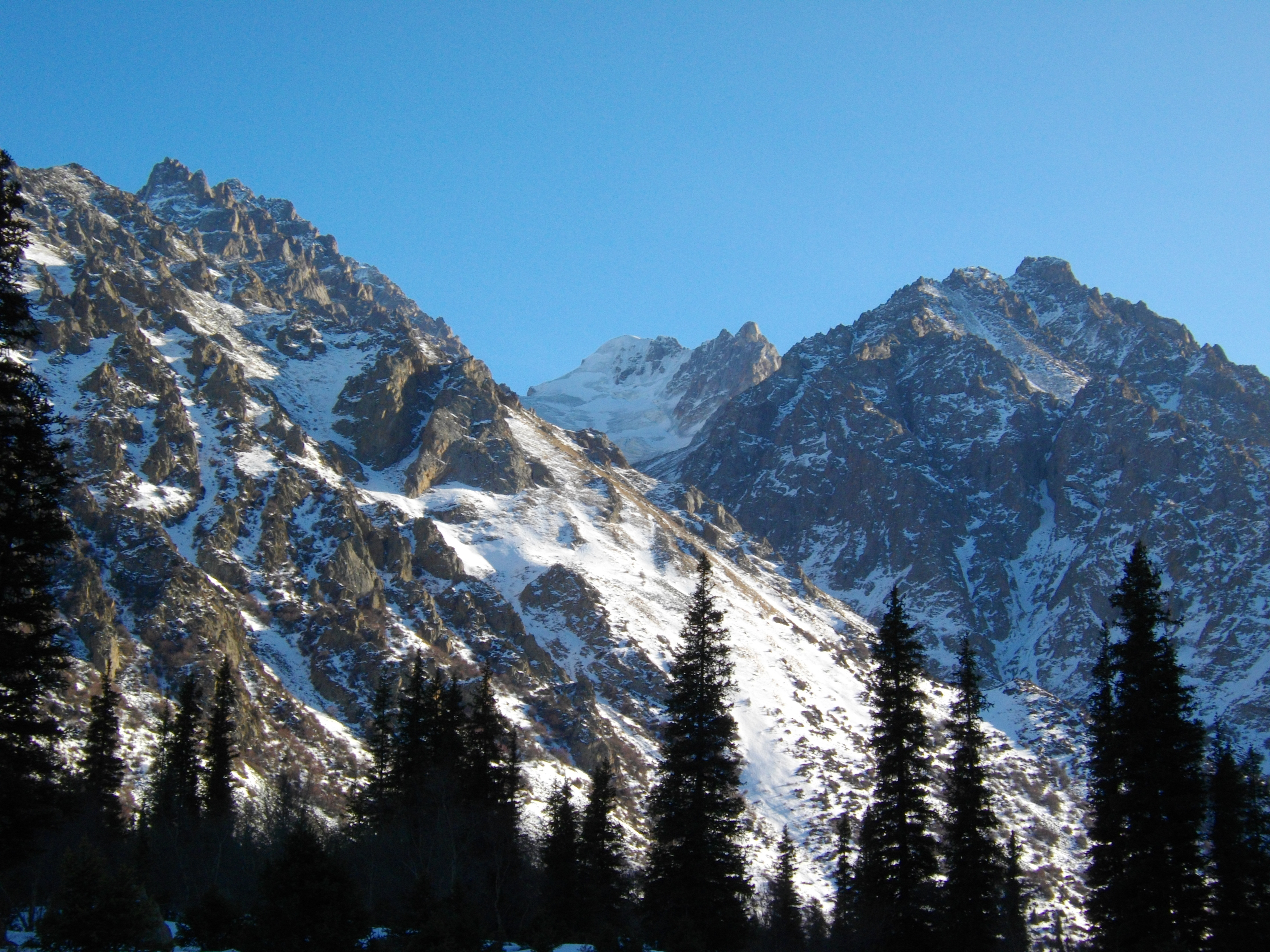
Parque Nacional Ala Archa
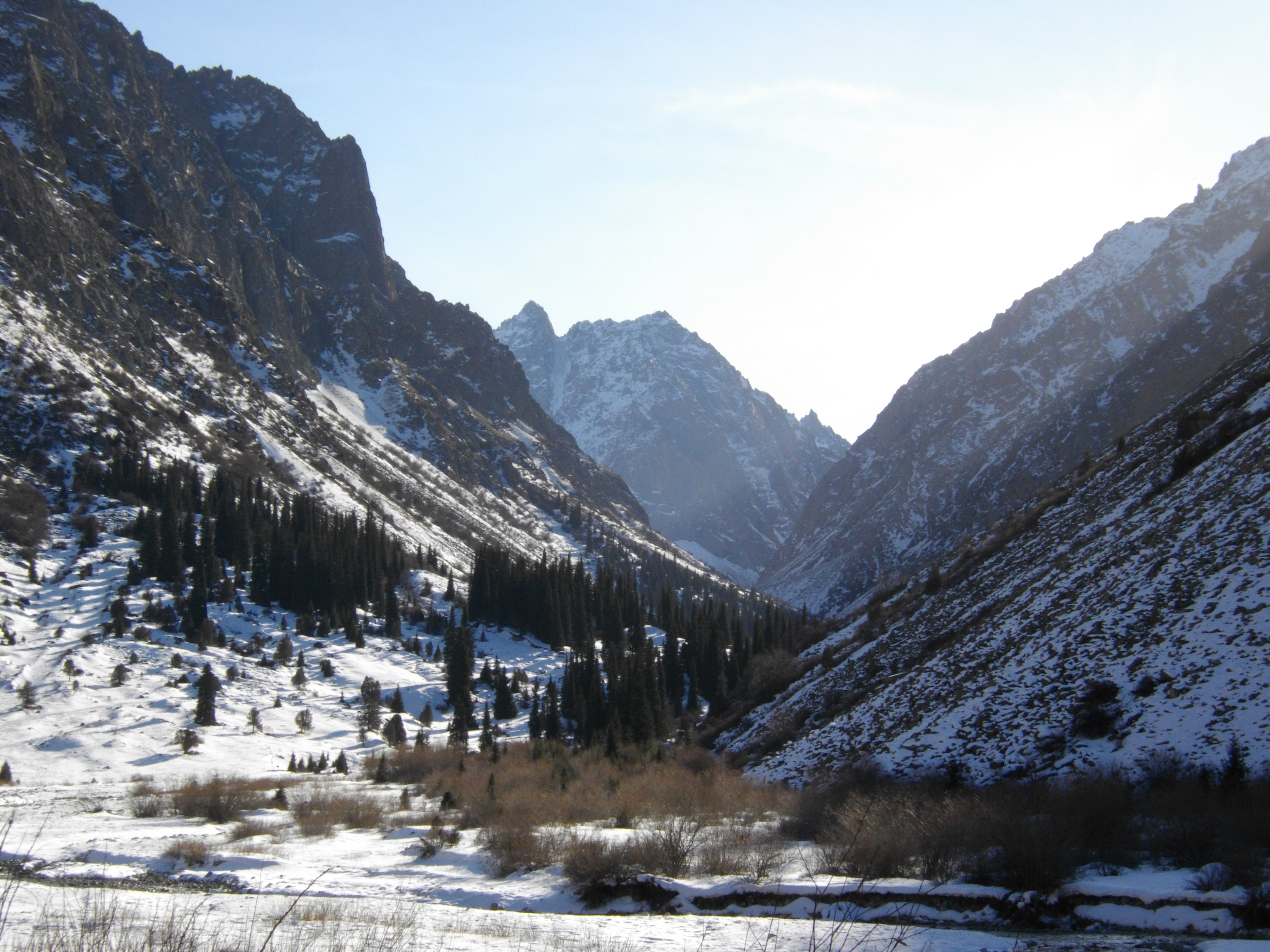
Parque Nacional Ala Archa
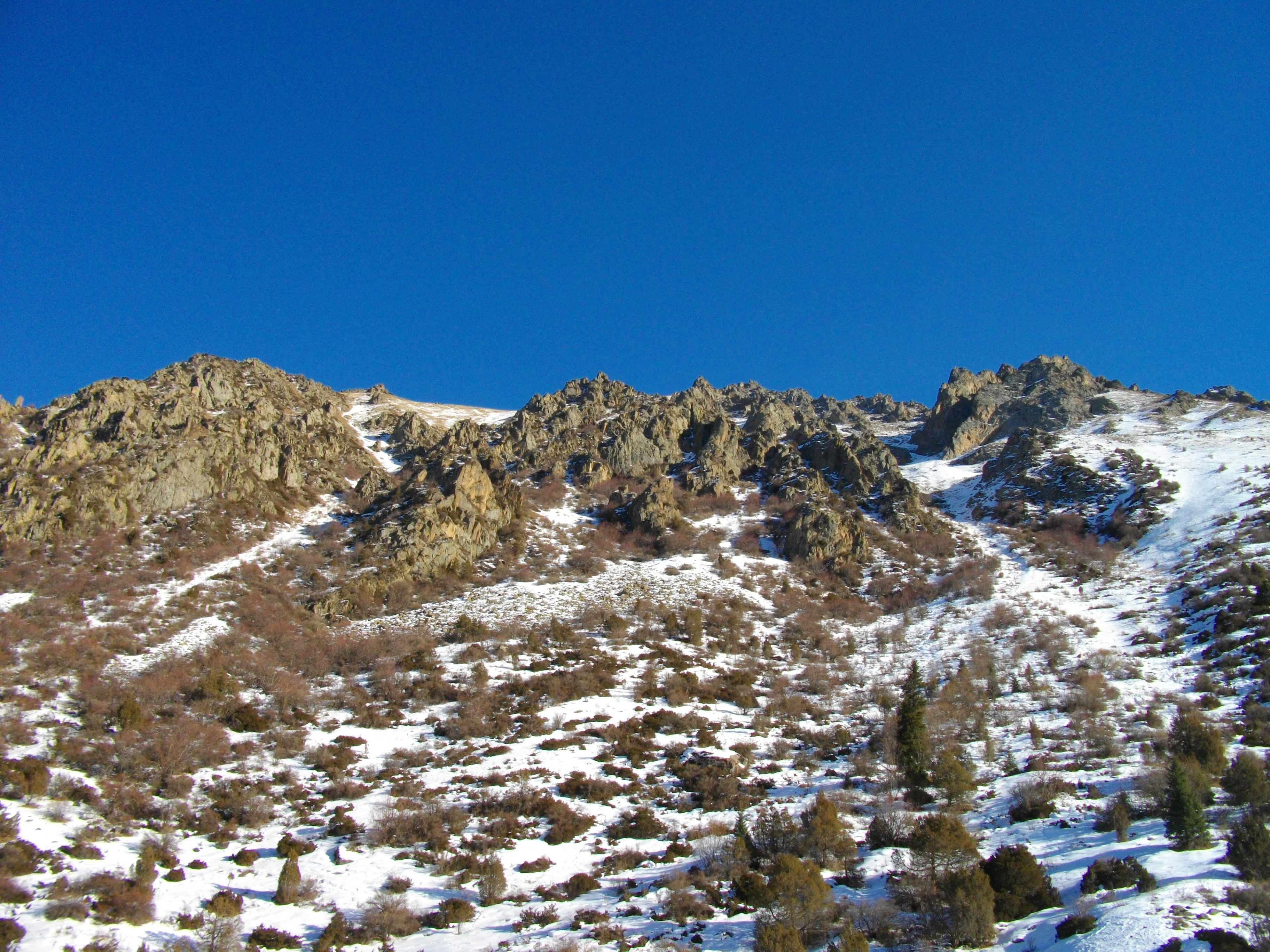
Parque Nacional Ala Archa
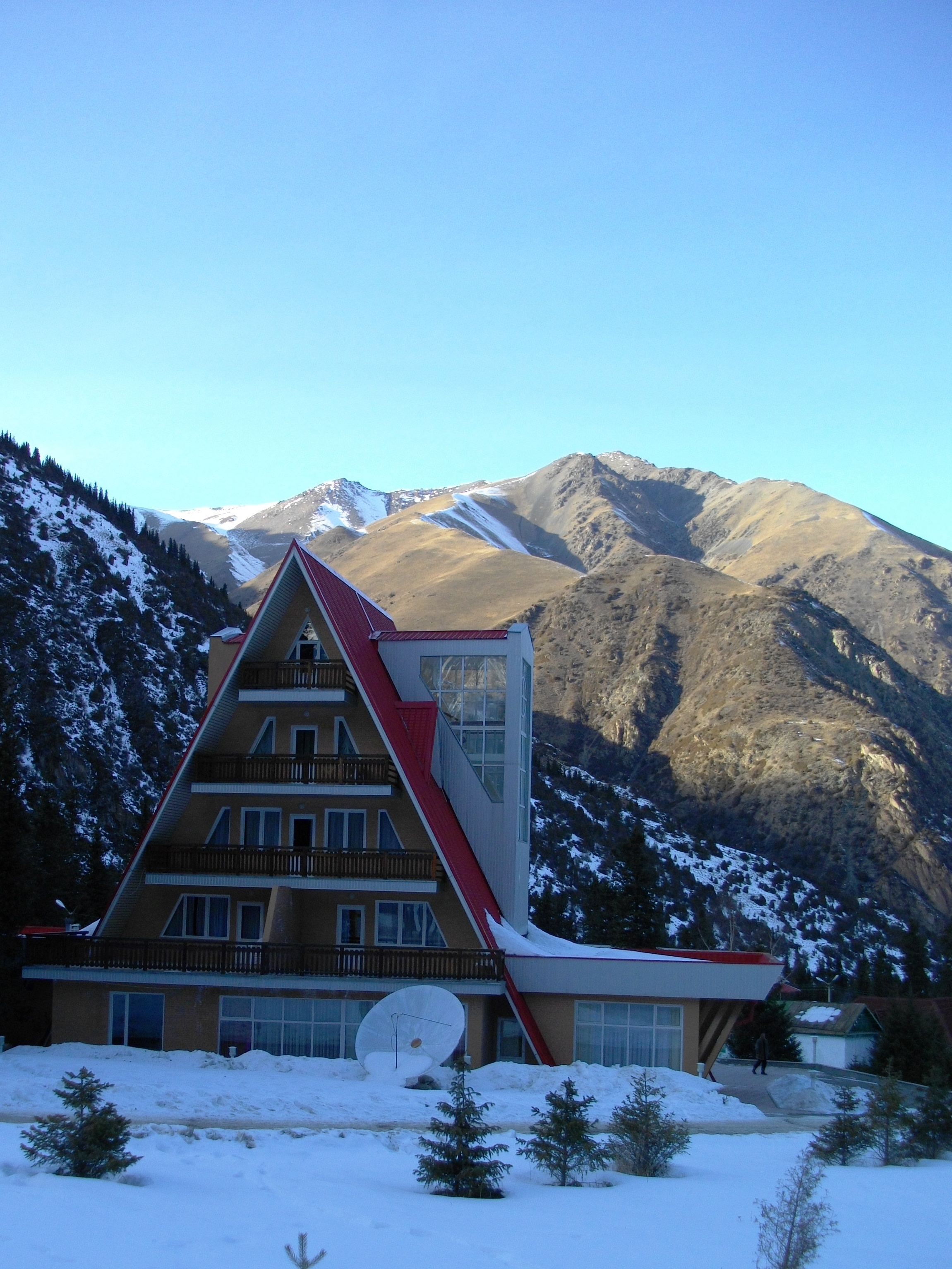
Parque Nacional Ala Archa

## Turismo
O parque é um destino para quem quer fazer piqueniques de fim de semana, trilhas, passeios a cavalo, esquiar e também para alpinistas em busca de desafios com gelo, rocha e rotas mistas. O parque está aberto o ano todo, embora a estação mais popular seja o final do verão e o início do outono. Todo 1º de maio, centenas de pessoas acampam no vale e escalam o Monte Komsomolets para o festival de Alpinada.
Há uma taxa nominal para entrar no parque. Depois do portão, a estrada continua 12 km até um pequeno grupo de prédios, incluindo um chalé recém-reformado. No final da estrada, subindo uma trilha à esquerda (Leste), encontra-se o Glaciar Ak-Sai, onde restos de uma base de escalada soviética indicam o montanhismo de alta qualidade dentro do parque. Os picos mais famosos da região surgem da geleira Ak-Sai, incluindo o Pico Korona (4860m) e o Pico da Coreia Livre (4740m). A oeste do Vale Ala Archa há uma trilha para o vale Adygene, onde está localizado um cemitério de alpinistas. Uma terceira trilha principal continua descendo pelo centro do vale Ala-Archa por 10km até uma antiga área de esqui, agora abandonada, e vários outros picos de 4000m.
Em dezembro de 2016 um mapa do local turístico mais popular de cada país publicado pelo TripAdvisor indicou que o desfiladeiro Ala Archa era o destino mais popular no Quirguistão.